# イスラパファント
イスラパファント（英：Israpafant、Y-24180）は、血小板活性化因子受容体に対する選択的受容体拮抗薬として作用する薬物であり、本来は気管支喘息の治療のため開発された。
化学構造はチエノトリアゾロジアゼピンで、鎮静薬であるベンゾジアゼピン誘導体エチゾラムと密接な関係がある。However israpafant binds far more tightly to the platelet-activating factor receptor, with an IC50 of 0.84nM for inhibiting PAF-induced human platelet aggregation (compared to etizolam's IC50 of 998nM at this target), while it binds only weakly to benzodiazepine receptors, with a Ki of 3680nM. イスラパファントは好酸球の活性化を阻害することにより、免疫反応の発現を遅らせることが分かっている。また、抗腎毒性特性やカルシウム輸送の促進があることも示されている。

## 関連記事
- JQ1